# Берёзовка (Чарышский район)
Берёзовка — село в Чарышском районе Алтайского края, до 4 марта 2022 года административный центр муниципального образования сельское поселение Берёзовский сельсовет.

## История
Основано в 1776 г. В 1928 году состояло из 244 хозяйств, основное население — русские. В административном отношении являлось центром Берёзовского сельсовета Бащелакского района Рубцовского округа Сибирского края.

## Улицы
Список улиц села:
- улица Барнаульская.
- улица Гвардейская.
- улица Заводская.
- улица Заречная.
- улица Зелёная.
- улица Комсомольская.
- улица Лесная.
- улица Набережная.
- улица Новая.
- улица Подгорная.
- улица Советская.
- улица Центральная.
- улица Школьная.

## Население
| 1926 | 1997 | 1998 | 1999 | 2000 | 2001 |
| ---- | ---- | ---- | ---- | ---- | ---- |
| 1099 | ↘858 | ↗881 | ↘858 | ↗861 | ↘855 |
| 2002 | 2003 | 2004 | 2005 | 2006 | 2007 |
| ↘799 | ↘779 | ↗789 | ↘746 | ↗764 | ↘756 |
| 2008 | 2009 | 2010 | 2011 | 2012 | 2013 |
| ↗770 | ↘766 | ↘718 | ↘716 | ↗733 | ↘722 |

Национальный состав
Согласно результатам переписи 2002 года, в национальной структуре населения русские составляли 96 %.

## Образование
В посёлке расположено муниципальное образовательное учреждение «Берёзовская средняя общеобразовательная школа».

## Культура
«Чарышская Лансе», кадриль созданная жителями села, по итогам всероссийского фестиваля народного творчества «Вместе мы — Россия» была включена в репертуар русского народного хора имени М. Е. Пятницкого.